# Vulcan (Band)
Vulcan war eine 1973 in Ost-Berlin gegründete, deutschsprachig singende Rockband. Sie löste sich 1976 auf.

## Geschichte
Die Band entstand 1973 aus der Rainer-Bloss-Combo. Gründungsmitglieder waren Rainer Bloß (Bassgitarre, Gesang), Alexander Kirfe (Flöte, Saxophon, Perkussion, Gesang), Dieter Ernst (Schlagzeug), Burkhard Wolk (Gitarre, Gesang), Bernd Roitzsch (Keyboard) und Rainer Nawrath (Lead-Gesang). Bloß, Kirfe, Ernst und Roitzsch hatten bereits in der Rainer-Bloss-Combo zusammengespielt.
Rainer Bloß wurde später durch Wolfram Schäfer abgelöst, Dieter Ernst durch Klaus Scharfschwerdt. Vulcan konnte 1974 fünf Titel im Rundfunk der DDR produzieren: Steig auf einen Berg, Anhalter, Nicht erinnern, Feuertraum und Der Mann mit dem Lotto-Tick. Schallplattenaufnahmen für das DDR-Plattenlabel Amiga machte die Band nicht. 1976 löste sich Vulcan auf.

## Weiterer Werdegang
Rainer Bloß wurde 1977 Mitglied der Band Wir. 1978 übersiedelte er in die Bundesrepublik Deutschland. Er arbeitete später mit Klaus Schulze zusammen. Von 1994 bis zu seinem Tod 2015 war er inoffizielles Mitglied von Alphaville.
Klaus Scharfschwerdt wurde nach der Auflösung von Vulcan Schlagzeuger von Prinzip und den Puhdys. Rainer Nawrath arbeitete fortan als Sänger von Express.

## Stil
Vulcan spielte melodiöse Rockmusik in Anlehnung an die US-amerikanische Band Crosby, Stills, Nash & Young. Einige Stücke sind dem Hard Rock zuzurechnen.